# Quint (Feuerwehrfahrzeug)
Der Quint (von englisch Quintuple Combination Pumper, wörtlich übersetzt deutsch Fünffach-Kombinations-Pumpenfahrzeug) ist ein Typ von Einsatzfahrzeug der Feuerwehr in den Vereinigten Staaten. Bei einem Quint handelt es sich um ein Allroundfahrzeug: Es vereint die Eigenschaften von mehreren traditionelleren Fahrzeugtypen auf einem Fahrgestell.  

## Definition

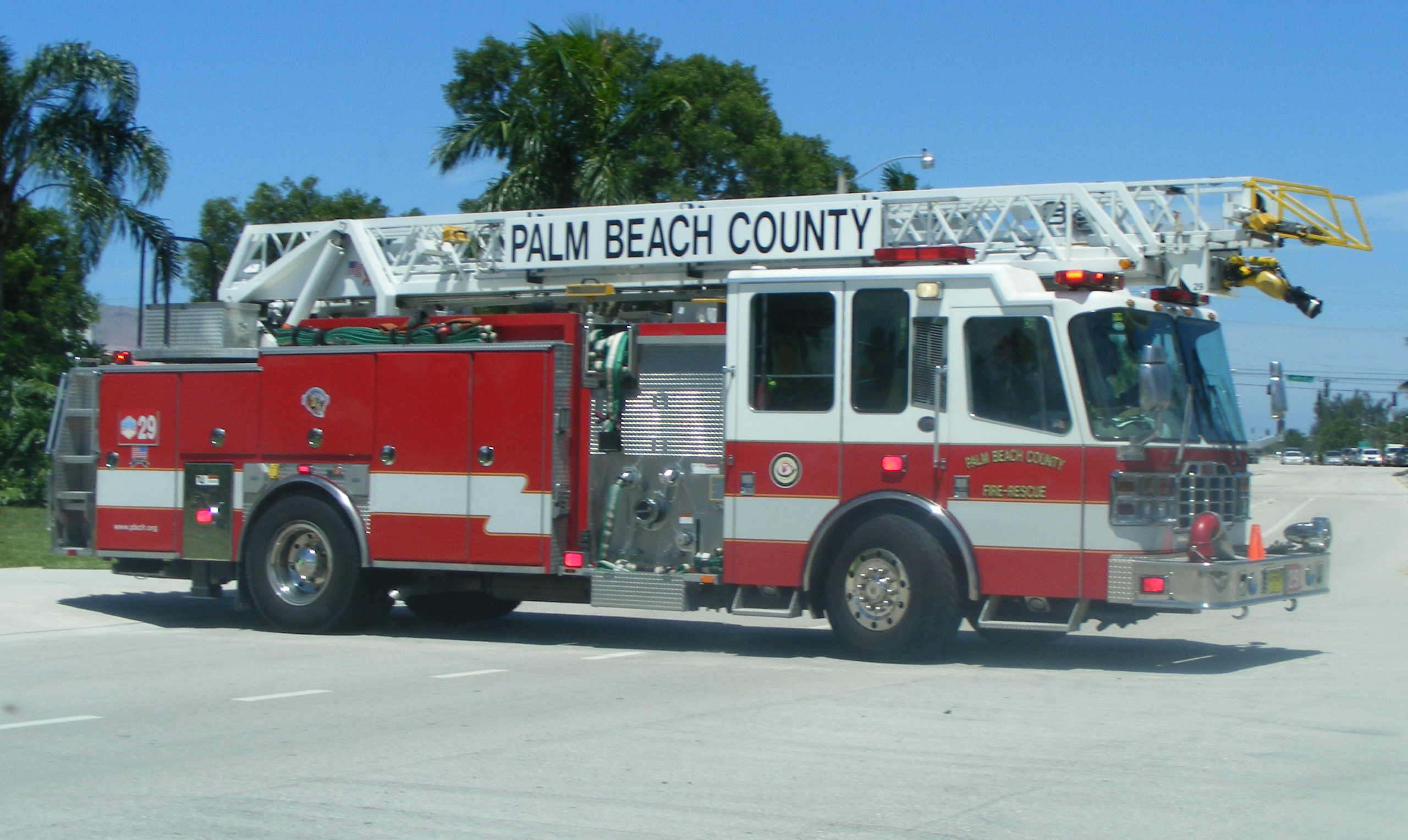
Ein Quint der Feuerwehr Palm Beach County

Die National Fire Protection Association veröffentlicht in der technischen Empfehlung NFPA 1901, „Standard for Automotive Fire Apparatus“, Definitionen für Typen von Feuerwehrfahrzeugen. Demnach soll ein vollwertiger Quint mindestens fünf Ausstattungsmerkmale mitbringen:
1. Eine 50 Fuß (15,24 Meter) lange Drehleiter mit oder ohne Korb (Aerial Ladder), auch als Teleskopmast (Aerial Tower)
2. Fester Löschwasserbehälter mit 300 Gallonen Volumen (1136 Liter)
3. Druckschlauchmaterial in zwei Ausführungen:
  1. 800 Fuß (244 Meter) Schläuche der Größe 2½ Zoll oder größer (63,5 mm, also beginnend zwischen C- und B-Schlauch)
  2. 400 Fuß (122 Meter) Schläuche der Größe 1½ bis 1¾ Zoll (38,1 mm bis 44,5 mm, also etwas kleiner als C-Schlauch)
4. Tragbare Leitern mit einer Länge von zusammen 85 Fuß (25,9 Meter):
  1. eine Schiebleiter
  2. eine Hakenleiter
  3. eine Klappleiter
5. Fest eingebaute Feuerlöschpumpe mit einem Nennförderstrom von 1000 Gallonen (3785 Litern) Wasser pro Minute

## Verwendung

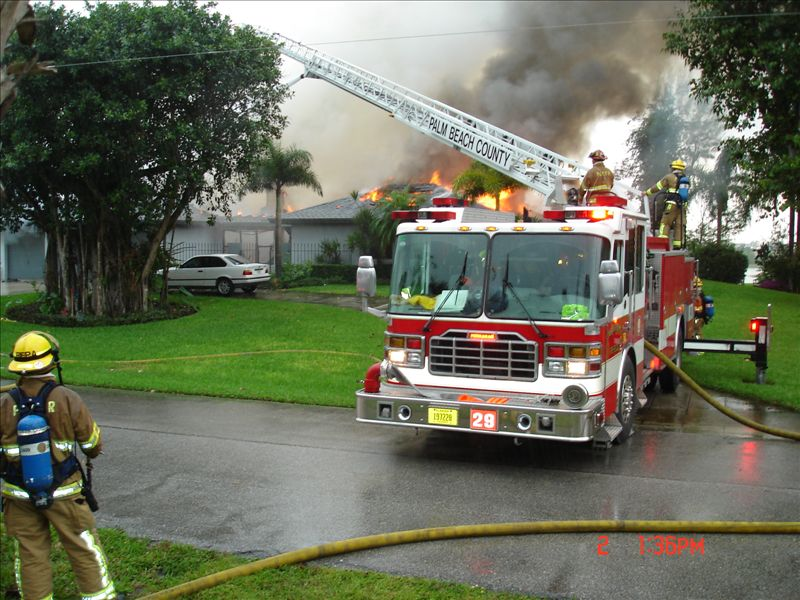
Löscheinsatz: Quint pumpt Wasser aus Hydrant zur eigenen fest verbauten Vorrichtung zur Wasserabgabe am Leiterpark, der für die eingeschossige Vorstadt-Bebauung mehr als ausreicht.

Die ersten Quints erschienen gegen Ende der 1930er Jahre. Amerikanische Hersteller von Feuerwehrfahrzeugen gaben in der Mitte der 2010er Jahre an, dass mehr als drei Viertel aller ausgelieferten Hubrettungsfahrzeuge über Leiter oder Teleskopmast hinaus auch Mittel zur Brandbekämpfung eingebaut bekommen. Der Quint ist vor allem ein Fahrzeug für den suburbanen Raum.
Mehrere große Feuerwehren in den Vereinigten Staaten verfolgten oder verfolgen ein Konzept der Fahrzeugbeschaffung und Personalausbildung, das als Total Quint Concept bekannt wurde. Vorreiter dabei ist die Berufsfeuerwehr der Stadt Richmond (Virginia). St. Louis (Missouri) und Fort Worth (Texas) sind Metropolen, die auf diese Kombinationsfahrzeuge setzen oder setzten, um sowohl herkömmliche Pumper als auch Aerial Ladder Trucks zu ersetzen. Je nach Eintreffzeitpunkt an einem Einsatzort übernehmen die Einheiten nach vorab bestimmten Regeln bzw. auf Anweisung der Einsatzleitung die eine oder die andere Funktion.
Zu beachten ist, dass verglichen mit spezialisierteren Standard-Fahrzeugen zwar fast alle im Alltag erforderlichen Aufgaben grundlegend erfüllt werden, aber die Menge und Vielfalt der mitgeführten Ausrüstung aus Platz- und Gewichtsgründen beschränkt bleiben muss. Der theoretisch breite einsatztaktische Wert eines Quints wird je nach Anzahl und Ausbildungsstand der Feuerwehrkräfte an Einsatzstellen von der tatsächlichen Anwendung abweichen.